# Museo "Sa Dom'e Farra"
La Casa Museo "Sa Dom'e Farra" è il primo museo etnografico sardo, fondato nel 1978 per iniziativa del Cav. Giovanni Battista Musiu. Simbolo dell'identità cittadina, Sa Dom'e Farra è una dimora storica di tipo campidanese.

## Storia
Il museo è stato ideato da Giovanni Battista Musiu, nato il 21 marzo 1932 a Dolianova, figlio di un agricoltore, già da piccolo lavora nei campi insieme ai fratelli. A 21 anni, dopo la leva militare, si trasferisce a Quartu, dove fa diversi lavori.
Negli anni 50' si accorge dello spopolamento delle campagne e l'abbandono degli strumenti tradizionali per passare alle nuove tecnologie, quindi inizia a raccogliere e conservare strumenti tradizionali che altrimenti sarebbero stati buttati. Nel 1976 il comune di Quartu iniziò a demolire le ladiri, antiche case di mattone di fango e paglia, ubicate nel centro, ma Musiu riuscì ad acquistarne una e dopo alcune settimane iniziò i lavori di restauro, siccome la casa presentava uno stato di abbandono avanzato.
Il 18 dicembre 1978 dopo essersi sistemato con la sua famiglia nella parte superiore dell'edificio e aver organizzato gli oggetti da mettere in mostra, inaugura il suo museo e lo apre al pubblico dandogli il nome "Sa Dom'e Farra", la stanza delle case campidanesi dove si preparavano pane e dolci, in questo modo si voleva sottolineare la centralità del pane negli agricoltori come principale mezzo di sostentamento.
Dopo l'inaugurazione Musiu lascia il suo lavoro e si dedica unicamente al museo garantendone l'apertura quotidiana e la crescita senza l'aiuto di enti pubblici e  riscuote grande successo, arrivano tante scolaresche e viene inserito negli itinerari dei turisti.
Nel 1981 presento a Trento, in occasione dell'ICOM, il suo museo, accogliendo il favore tra gli altri anche di Giuseppe Sebesta che dopo qualche andò a Quartu insieme ad altri museologi per visitare il museo. Dopo il museo riceve il riconoscimento dall'organizzazione e a Musiu viene assegnato il titolo di Cavaliere al Merito della Repubblica.
Nel 1993 nel museo sono state girate alcune scene del fillm "Un poliziotto sull'isola", diretto da Michael Preece con Franco Columbu, Van Quattro e Ken Kercheval.
Nel 1989 venne acquisito dalla Regione Sardegna per poi passare nel 2008 al Comune di Quartu.

## Il museo
Il museo è in una casa campidanese fatta in mattoni di fango e paglia chiamata ladiri, la struttura è stata ristrutturata da Musiu e oltre alla casa soni presenti una cantina, le stalle, il granaio, i laboratori del fabbro e quello del falegname e negli spazi aperti il giardino, l'acciottolato e il pozzo.
Sono esposti tutti gli oggetti raccolti da Musiu nel corso degli anni che vogliono raccontare la vita dei contadini prima dell'avvento delle moderne tecnologie.
Il museo è diviso in varie stanze con diversi argomenti, per esempio "Sa Dom'e Sa Mola", (la stanza della macina) e "Sa Bottega de su ferreri" (la stanza del fabbro) per le stanze dove si lavorava, ma ci sono anche gli ambienti abitativi, "S'Apposentu de Lettu Bonu", la camera da letto dei propritari coniugi e "Sa Domu de su Strangiu", la camera da letto degli ospiti; poi c'è la stanza che ha dato il nome al museo: "Sa Dom'e Farra", la stanza dove si preparavano pane e dolci. Poi tra gli ambienti aperti c'e "Sa Pratza Bona" (la piazza buona) e il loggiato.